# 娜塔莉亞·卡普
娜塔莉亞·卡普（波蘭語：Natalia Karp；1911年2月27日—2007年7月9日），原姓魏斯曼（波蘭語：Weissman），波蘭女性鋼琴演奏家，为納粹大屠殺下的倖存者。

## 早年生活
娜塔莉亞·卡普在1911年2月27日出生於波蘭克拉科夫，並在4歲時開始學習鋼琴。娜塔莉亞13歲時搬遷至德國柏林，並在18歲時與柏林愛樂一同登台演出。然而在演出結束後，娜塔莉亞即因母親的離世而返回波蘭。後來嫁給了一名叫做朱利葉斯·胡伯勒（Julius Hubler）的律師，而這名律師並不允許娜塔莉亞登台演出。

## 納粹大屠殺
1943年，娜塔莉亞的丈夫在一次轟炸中身亡，而她則被送往普瓦舒夫集中營，並在那裏遇到了阿蒙·哥特。有一次阿蒙·哥特在自己生日那天，命令娜塔莉亞為他演奏，並對娜塔莉亞的表現感到亮眼，因此讓娜塔莉亞和她的姊姊保住一命。當時娜塔莉亞彈奏的是蕭邦的升C小調夜曲，此後娜塔莉亞更因為對蕭邦作品的詮釋方式而成名。最終，娜塔莉亞與她的姐姐被送到了奧斯威辛集中營，但還是成功地存活到二戰結束。娜塔莉亞的孫子馬克·洛恩，是一名BBC的記者以及BBC在土耳其的派駐記者，他於2011年將娜塔莉亞的生平寫作成書。他將娜塔莉亞的故事與北馬其頓的傑米拉·科洛諾莫斯（Jamila Kolonomos）相連結，二戰時的北馬其頓喪失了98%的猶太人口。傑米拉藉著躲藏成功在戰爭中存活，並加入了鐵托的游擊隊。傑米拉的18名親戚遭人殺害。

## 戰後生涯
隨著戰事結束，娜塔莉亞繼續著她的音樂研究，並嫁給了一名波蘭外交官約瑟夫·卡普夫（Josef Karpf）。在倫敦申請政治庇護後，娜塔莉亞生下兩名女兒。娜塔莉亞將自己藝名中的「F」去除後，她與克拉科夫愛樂一同在德國進行了9場巡演，以紀念從普瓦舒夫集中營中拯救許多猶太人的奧斯卡·辛德勒，而娜塔莉亞的演奏生涯一直持續到她90多歲為止。她在演奏鋼琴時，常帶著一只在戰後購入的粉色手帕，她認為這象徵著自己被囚於集中營時，所失去的女性特徵。娜塔莉亞其中的一位女兒，安娜·卡普夫（Anne Karpf）是一位記者，她將父母的經歷寫成書，名為，並於1996年出版。